# Mihai Adam
Mihai Adam (n. 3 iulie 1940 – d. 11 decembrie 2015) a fost un fotbalist român, remarcat în România pentru activitatea sa la echipa U Cluj și CFR Cluj. A fost golgheterul Diviziei A de 3 ori: în sezonul Divizia A 1964-1965 cu 18 goluri, Divizia A 1967-1968 cu 15 goluri și Divizia A 1973-1974 cu 23 de goluri.

## Istoric
Născut pe 3 iulie 1940 la Campia Turzii, Mihai Adam și-a început cariera ca junior apoi a fost promovat la echipa de seniori a clubului Industria Sârmei Câmpia Turzii. Mihai Adam a jucat 353 de meciuri în primul eșalon și a marcat 160 de goluri. Meciul de debut în liga I a fost Știința Cluj - Știința Timișoara 2-1, în 19 august 1962. El a evoluat pentru U Cluj din sezonul 1962-1963 până în sezonul 1967-1968, apoi cu mici întreruperi a mai evoluat în sezoanele 1969-1970 și 1971-1972. În 1968-1969 a evoluat pentru Vagonul Arad, iar în sezoanele 1972-1973 și 1975-1976 a jucat pentru CFR Cluj.
După retragere, 1977 a activat ca antrenor la Armătura Cluj Napoca. Între 1978 și 1982 s-a aflat în corpul arbitrilor divizionari, ca arbitru și apoi ca observator federal.
```
”Jucător cu gabarit, tehnicitate bună, joc de cap excelent, viteză de deplasare foarte bună, era prezent permanent la finalizare (3 titluri de golgeter al României). Făceam jocuri complementare între care și baschet , el pivot plasat permanent sub panou, fără indicație, marca cele mai multe puncte. Caracter, dârz, foarte modest, disciplinat, viață sportivă excepțională, de urmat.”
```

dr. Constantin Rădulescu  
```
„Omul de gol. Tăcea și-și făcea treaba. Familia era numărul unu pentru el și pe noi ne considera frații lui. Era un om deosebit de modest. Nu se lăuda niciodată cu golurile lui. „De-aia sunt acolo, ca să dau gol”, obișnuia să spună”
```

Remus Câmpeanu

## Palmares

### Club
Universitatea Cluj
- Cupa României: 1964-65

### Individual
U Cluj
- Golgeter al României 
  - Divizia A 1964-1965 cu 18 goluri,
  - Divizia A 1967-1968 cu 15 goluri.

CFR Cluj
- Golgeter al României
  - Divizia A 1973-1974 cu 23 de goluri.

FC Brașov
Cupa Orașelor Târguri 1965-1966
- 4 meciuri - 1 gol.

Naționala României
Total România Under 23: 7 meciuri - 3 goluri.
Total România "B": 1 meci - 0 goluri.

### Merite și distincții primite
- în 1969 
  - Meritul Sportiv clasa I,
  - Diploma de Onoare din partea “Universității” Cluj, cu ocazia celor 50 de ani pe care acest club îi aniversa la acea dată,
- în 1975 
  - titlul de Maestru al Sportului, din partea Consiliului Național pentru Educație Fizică și Sport,
- în 1994 
  - Diploma de Onoare din partea lui “U” Cluj.